# ظهر المكيلة

تعديل مصدري - تعديل

ظهر المكيله هي إحدى قرى عزلة أحور بمديرية أحور التابعة لمحافظة أبين، بلغ تعداد سكانها 194 نسمة حسب تعداد اليمن لعام 2004.